# Ramzan Paskajew
Ramzan Paskajew ros. Рамзан Паскаев (ur. 16 marca 1947 w Tarazie) – czeczeński akordeonista i kompozytor.

## Życiorys
Pochodził z wielodzietnej rodziny chłopskiej, która w lutym 1944 została przymusowo deportowana z Czeczenii do Kazachstanu. Ojciec Ramzana, Sultan pracował w kołchozie, a wieczorami grywał na niemieckim akordeonie, który przywiózł ze sobą z Czeczenii. Ramzan pierwszy raz zagrał na akordeonie mając 6 lat. Największy wpływ na zainteresowania muzyczne Ramzana miały audycje radiowe, w których występował słynny akordeonista czeczeński - Umar Dimajew. Po 1956 rodziny czeczeńskie mogły już wrócić z zesłania. Rodzina Paskajewów przyjechała do Groznego. W 1960 Ramzan rozpoczął występy w zespole amatorskim działającym przy Domu Folkloru w Groznym. W tym czasie miał możliwość spotkania po raz pierwszy Umara Dimajewa. W uznaniu dla talentu młodego akordeonisty udostępnił mu własny instrument.
W 1962 Paskajew wystąpił w stacji telewizyjnej Bajkał, wkrótce potem wystąpił w Wielkim Pałacu Kremlowskim, gdzie słuchał go Nikita Chruszczow. Wkrótce potem został przyjęty do Zespołu Pieśni i Tańca Wajnach.
W 1967 został powołany do służby wojskowej. Po interwencji muzyka Aslana Gugijewa, Paskajewa przeniesiono do zespołu wojskowego w Kujbyszewie, w którym występował przez dwa lata. Po przejściu do rezerwy kształcił się w szkole muzycznej w Groznym, a następnie w Instytucie Kultury w Krasnodarze. W 1983 powrócił do Zespołu Wajnach (Вайнах) i występował z nim do 1999.
Po wybuchu I wojny czeczeńskiej, Paskajew wraz z rodziną przeniósł się do Moskwy. Tam też miał możliwość wydania sześciu płyt z muzyką, którą komponował. Utwory Paskajewa grają zespoły z Czeczenii, ale także z Dagestanu i Północnej Osetii. 
Syn Paskajewa, Rusłan uznawany za utalentowanego akordeonistę nie miał możliwości, aby pójść w ślady ojca. W czasie studiów na uniwersytecie w Groznym jego ciało zostało znalezione we wsi Kalinina k. Groznego. Nosiło ślady pobicia, a śmierć nastąpiła od strzału w głowę.
Paskajew mieszka w Moskwie. Oprócz działalności koncertowej, prowadzi lekcje muzyki dla dzieci w szkole muzycznej im. Z. Bażajewa.